# Майдан Академіка Вернадського (Запоріжжя)
Майдан Академіка Вернадського — майдан в Олександрівському районі міста Запоріжжя. Розташований у центральній частині міста в межах Соборного проспекту.
На майдані Академіка Вернадського розташовані Будинок друку, в якому раніше працювали редакції більшості запорізьких газет та запорізька друкарня. Ліворуч від нього — будинок побуту «Ювілейний». Між Соборним проспектом та вулицею Поштовою розташований ТЦ «Панорама» та супермаркет торговельної мережі «АТБ».
Майдан Академіка Вернадського є місцем для призначень побачень, оскільки тут знаходиться Палац урочистих подій.

## Історія
Під час радянської окупації майдан мав назву на честь російського письменника Пушкіна, який у травні 1820 року відвідував Олександрівськ.
1 травня 1977 року відкрито 5-й в місті Запоріжжя підземний пішохідний перехід на майдані біля зупинки громадського транспорту.
23 лютого 2019 року на майдані (непарній стороні Соборного проспекту) відкритий ТЦ «Панорама» та АТБ-Маркет
На початку листопада 2021 року У центрі Запоріжжя стартувала реконструкція будинку побуту «Ювілейний», на місці якого з'явиться інноваційний хаб, експериментаніум для дітей та низка інших науково-пізнавальних проєктів. Об'єкт стане центром розвитку для підлітків в області STEM (Наука, Технології, Інжиніринг та Математика). Навесні 2021 року будівлю на майдані Пушкіна придбав за 1,9 млн доларів Максим Поляков — айтівець родом із Запоріжжя, який має бізнес у США. Будівлю обіцяють відновити та осучаснити. Крім цього, планують провести реконструкцію фонтану та прилеглої території.

### Пам'ятник Пушкіну

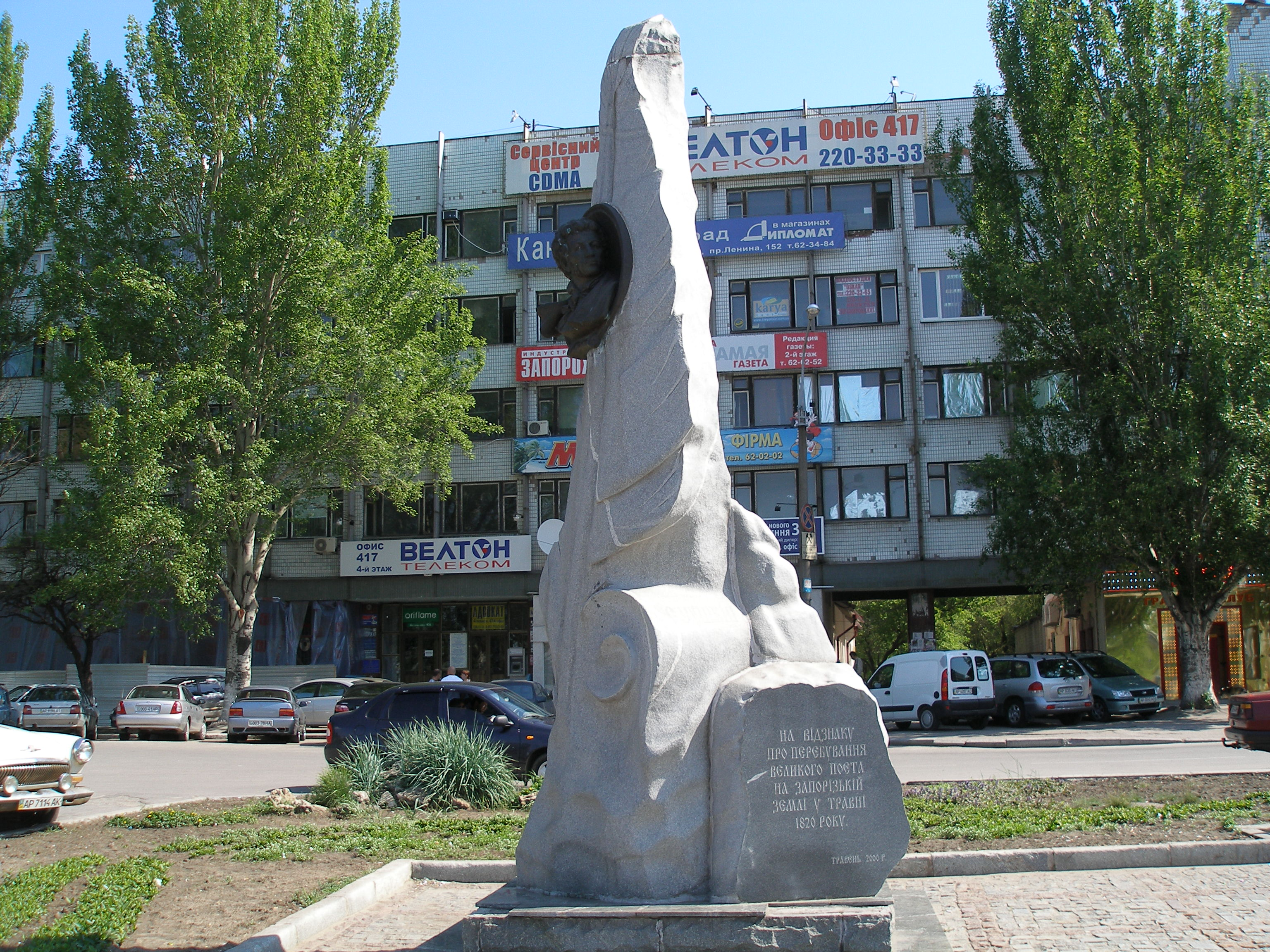
Колишній пам'ятник Олександру Пушкіну

У червні 1999 року, з нагоди 200-річчя від дня народження Пушкіна, на майдані було встановлено його пам'ятник. Він складався з погруддя поета з кованої міді, вмонтованого в основу з бетону, яке символізує перо в чорнильниці. Місцеві жителі жартома називають його «Пушкін в ракеті». Автори пояснювали, що планували доручити вирізку пам'ятника майстру-гранітнику Жану Носенко, але на це не вистачило коштів. Замовлення дісталося підприємству «Гранітник», яке виготовляло надмогильні плити. Пам'ятник вирізали вогнеметом, згодом тоненький кінчик пера відламався, і бетонна основа візуально набула іншої форми. Автори монумента планували у подальшому його реконструювати, проте цього не сталося.
26 липня 2022 року комунальники демонтували мідний барельєф Пушкіна.
31 жовтня 2023 року було також демонтовано бетонну основу.

### Деколонізація назви
У 2022 році, в зв'язку з широкомасштабним російським вторгненням в Україну, міська влада вирішила створити комісію з питань перейменування об'єктів топоніміки, які пов'язані з країною-агресором.
29 червня 2022 року на сайті електронних петицій Запоріжжя була зареєстрована петиція про перейменування парку імені Пушкіна на парк імені гетьмана війська запорозького Пилипа Орлика.
26 липня 2022 року з'явилась петиція про перейменування площі Пушкіна на площу Українського Інтернаціонального Легіону.
30 червня 2023 року стало відомо, що на найближчій сесії міської ради запорізькі депутати мають розглянути питання перейменування площі Пушкіна на майдан Академіка Вернадського — українського вченого-природознавця, мислителя, засновника та першого президента Національної академії наук України. Один з його предків по батьківській лінії належав до запорізької старшини та воював у війську Богдана Хмельницького. Цим проєктом рішення пропонувалося перейменувати площу Пушкіна на майдан Вернадського, щоб позбавити Запоріжжя від нагадувань про загарбницьку російську політику. Свого часу Пушкін був палким прихильником російського імперіалізму. Через продовження такої політики українці змушені захищати незалежність України. У подальшому передбачається встановити пам'ятник Володимиру Вернадському та створити фотозону біля міського РАЦС.
13 липня 2023 року на 19-й сесії Запорізької міської ради ухвалено рішення про перейменування майдану Пушкіна на майдан Академіка Вернадського.